# Демляйтнер, Элизабет
Элизабет Демляйтнер (нем. Elisabeth Demleitner; 23 сентября 1952, Кохель-ам-Зее, ФРГ) — немецкая саночница, выступавшая за сборную ФРГ в конце 1960-х — начале 1980-х годов, чемпионка мира. Принимала участие в трёх зимних Олимпийских играх и выиграла бронзовую медаль игр 1976 года в Инсбруке — в программе женских одиночных заездов. На играх 1972 и 1980 годов в обоих случаях смогла подняться лишь до четвёртого места.
В общей сложности Элизабет Демляйтнер является обладательницей четырёх медалей чемпионатов мира, в её послужном списке одно золото (1971), два серебра (1974, 1979) и одна бронза (1970). Трижды спортсменка становилась призёркой чемпионатов Европы, в том числе дважды была первой (1977, 1978) и один раз второй (1972). Все медали получила за состязания между женскими одиночными санями.